# Orange na kartę
Orange na kartę – system prepaid wprowadzony w 2011 roku przez Orange Polska (wówczas PTK Centertel) dla sieci Orange. Zastąpił on trzy wcześniej odrębne oferty prepaid, Orange POP, Nowe Orange Go oraz Orange One. Do systemu wliczają się także usługi znane pod częściowo odrębną marką (mającą również odrębny starter), Orange Free na kartę, a także wprowadzone 17 kwietnia 2013 roku taryfy Orange Smart na kartę i 30 września Orange Yes.

## Charakterystyka
Marka Orange na kartę powstała w celu ujednolicenia marki usług przedpłaconych w sieci Orange. Odświeżenie oferty wiązało się z wycofaniem odrębnych starterów pod dawnymi markami, w tym pod nazwą POP znanej jeszcze sprzed czasów rebrandingu sieci. Usługi znane wcześniej pod odrębnymi markami zostały zdegradowane do rangi taryf jednego systemu prepaid.
Charakterystyczną cechą usługi jest możliwość swobodnego przechodzenia pomiędzy taryfami. Istotnym udogodnieniem jest również możliwość przejścia z taryf o profilu głosowym (POP, Go, One, Free) do taryf o profilu internetowym (Free, Smart). Domyślną taryfą na każdym starterze Orange na kartę jest Orange Free na kartę.

### Orange One
Orange One charakteryzuje się możliwością wybierania darmowych pakietów SMS-ów bądź minut. Jest zmodyfikowaną wersją dawnych ofert Orange Music na kartę i Jedna Idea na kartę.

### Orange POP
POP pochodzi jeszcze z czasów sprzed rebrandingu sieci Idea, w której była główną i przez dłuższy czas jedyną usługą tego rodzaju. Po przejęciu Centertela przez France Télécom i zmianie nazwy sieci na Orange, sztandarową ofertą prepaid został Orange Go. POP natomiast zmienił swój charakter i stał się ofertą poboczną.
Marka POP adresowana jest do ludzi młodych, żądnych wrażeń i lubiących korzystać z życia. Wobec tego, reklamy tej usługi często zawierały w sobie wyrażenia z języka potocznego, typowe właśnie dla młodych osób. W kampanii reklamowej marki brała udział polska piosenkarka Kayah.
Logo usługi (duże litery P, O i P) po rebrandingu uległo kosmetycznej zmianie, logo nabrało odcienia pomarańczy, wcześniej natomiast było wielokolorowe.

### Nowe Orange Go
W Polsce pojawiła się wraz z rebrandingiem sieci Idea. W związku z faktem, iż międzynarodowa sieć Orange wymagała ujednolicenia, Nowe Orange Go zastąpiła wówczas POPa jako główna usługa typu prepaid.
Na początku usługa nosiła nazwę Orange Go. Z czasem jednak oferta została odświeżona i w celu podkreślenia tego faktu zmianie uległa również nazwa usługi.

### Orange Free na kartę
Orange Free na kartę jest taryfą przeznaczoną dla modemów EDGE/GPRS/3G. Jest obecnie domyślną taryfą w starterach operatora.

### Orange Smart na kartę
Taryfa Orange Smart jest ofertą przygotowaną z myślą o użytkownikach smartfonów korzystających z dostępu do Internetu.

### Orange Yes
Taryfa ta jest promowana jako umożliwiająca bezpłatne rozmowy i SMS-y wewnątrz sieci Orange.